# Flaibano
Flaibano (friülà Flaiban ) és un municipi italià, dins de la província d'Udine. L'any 2007 tenia 1.190 habitants. Limita amb els municipis de Coseano, Dignano, San Giorgio della Richinvelda (PN), Sedegliano i Spilimbergo (PN).

## Administració
| Període | Identitat      | Partit        |
| ------- | -------------- | ------------- |
| 2004-   | Stefano Fabbro | Llista cívica |